# Condado de Monona
O Condado de Monona é um dos 99 condados do estado norte-americano de Iowa. A sua sede de condado é Onawa, que é também a sua maior cidade. O condado tem uma área de 1810 km² (dos quais 15 km² estão cobertos por água), uma população de 9243 habitantes, e uma densidade populacional de 5,1 hab/km² (segundo o censo nacional de 2010). O condado foi fundado em 1851 e recebeu o seu nome muito provavelmente a partir de palavras em línguas ameríndias que significam "vale belo".